# Mont-le-Vignoble
Mont-le-Vignoble település Franciaországban, Meurthe-et-Moselle megyében. Lakosainak száma 415 fő (2022. január 1.). Mont-le-Vignoble Blénod-lès-Toul, Charmes-la-Côte, Gye és Toul községekkel határos.

## Népesség
A település népességének változása:
| Lakosok száma | 260  | 260  | 360  | 416  | 403  | 419  | 419  | 413  | 403  | 415  |
|               | 1968 | 1982 | 1990 | 2006 | 2013 | 2015 | 2017 | 2019 | 2020 | 2022 |